# Монети на удачу

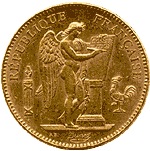
100 франків 1881 року з зображенням «щасливого янгола»

Монети на удачу (в Європі — «щасливі золоті янголи», в Америці — «французькі янголи») — монети, що, як вважають їх власники, приносять удачу.

## Історія
Легенда про «щасливих янголів» виникла за часів Французької революції, коли автора штемпеля французької монети із зображенням янгола — Огюста Дюпре, засудили до страти на гільйотині.
Піднімаючись на ешафот, Дюпре вимовив невелику молитву і підготувався до смерті. Він встав на коліна і вже помістив голову під лезо, але раптово сталось диво! Яскравий спалах блискавки, що ударила в шпиль найближчої дзвіниці, освітив натовп. Через паніку і хаос, викликаних природним явищем, церемонія страти була відмінена. Дюпре ніколи більше не приводили до гільйотини, і п'ятьма місяцями пізніше він був звільнений із в'язниці.
Після цих подій Дюпре завжди говорив, що він був врятований владою золотого янгола — його Янгола — який лежав у його кишені. Так легенда про монету, що приносить успіх, швидко рознеслася по Франції. До середини XIX століття репутація «щасливого янгола» поширилася далеко. Морські капітани ніколи не пускалися в плавання, не маючи у себе цих монет. Згодом французькі пілоти рідко піднімалися в небо без них.
Один з німецьких генералів авіації розповідав, що під час Другої світової війни німецькі ВВС спеціально шукали в країнах Європи монети із зображенням «щасливого янгола», щоб видавати їх як нагороду асам-винищувачам Люфтваффе. Після війни генерала обікрали, і один франкфуртський тіньовий торговець придбав частину цієї колекції, зокрема 2000 французьких «золотих янголів» номіналом в 20 франків в стані анциркулейтед. Завдяки цій події, монети, що вже практично зникли з ринку, тепер знаходяться у продажу.
Монети стали настільки легендарними, що янгол був відтворений не тільки на оригінальних золотих монетах 20 франків, що чеканилися з 1871 до 1898 року, але також на золотих монетах в 50 франків 1904 року, золотих монетах в 100 франків 1878—1914 років і навіть на ювілейних срібних, золотих, платинових і паладієвих монетах 100-франків, випущених в 1989 році.
Сьогодні в Європі і Америці люди купують ці монети як подарунки на Різдво і Новий рік і дарують їх коханим з побажанням успіху.